# Samsung SGH-U700
Samsung SGH-U700 (Ultra Edition 12.1) — мобильный телефон производства Samsung Electronics.

## Особенности
Телефон имеет следующие характеристики:
- Работа в четырёх диапазонах, что позволяет использовать его во всех основных сетях GSM по всему миру.
- Встроенная функция громкой связи.
- Встроенная беспроводная технология Bluetooth.
- Пользовательские анимированные фоны (зависит от страны продажи).
- Слот для карты памяти MicroSD объёмом до 2 Гб.
- 40 Мб встроенной памяти.
- Поддержка мелодий звонка в формате MP3.
- Спикерфон.
- Цифровой аудиоплеер.
- 3,2-мегапиксельная цифровая камера с несколькими режимами съемки, LED-подсветкой (вспышкой), автофокусом.
- Простой встроенный редактор изображений.
- Запись видео в форматах MPEG-4 и 3gp с разрешением CIF 176*144.
- Java-игры.
- Будильник с тремя настраиваемыми мелодиями.
- Календарь.
- Калькулятор.

Слайдер может быть настроен либо на приём и завершение вызовов, либо на блокировку клавиатуры. Телефон можно настроить так, чтобы он оставался разблокированным даже в закрытом состоянии.